# Глагол в кашубском языке
Глаго́л в кашу́бском языке́ — знаменательная часть речи кашубского языка, обозначающая действие или состояние. Для глагола характерны следующие грамматические категории: время, залог, вид, наклонение, лицо, число, род (в формах простого и сложного прошедшего и сложного будущего времени).

## Особенности
Система глагола (czasnik, werbum) кашубского языка является сравнительно сложной, во многом способы образования кашубских глагольных форм схожи с польскими.
Среди особенностей кашубского глагола отмечается сохранение некоторых архаичных форм. Среди них — нестяжённые формы настоящего времени III спряжения (jô gódaję «я говорю») и формы глаголов с архаичными флексиями двойственного числа наряду с флексиями множественного числа: в 1-м лице множественного числа флексия дуалиса -ma употребляется наряду с -mё (mё sedzymё и ma sedzyma «мы сидим»), во 2-м лице множественного числа флексия дуалиса -ta (wa sedzyta «вы сидите») употребляется наряду с флексией -ce/-сё, причём исконная флексия множественного числа употребляется реже и в основном в формах вежливости (pluralis maiestaticus) в сочетании с местоимением Wё: wa jidzeta «вы идёте» (во множественном числе), но Wë jidzece «Вы идёте» (при вежливом обращении к одному лицу или группе лиц). Также для кашубского глагола характерны процессы выравнивания по аналогии и некоторые инновации, в числе которых отмечается модель формы прошедшего времени jô żem béł «я был». Кроме того ряд глагольных форм варьирует по говорам, например, глагол bëc «быть» помимо основных форм настоящего времени (jô jem; të jes; on, ona, ono je; ma jesmё / jesma; wa jesta / jesce; oni, onë są) имеет разнообразные формы в тех или иных говорах, например, в единственном числе: в 1-м лице (jô jezdem, jô jestem, jô żem je, jô je, jô jest), во 2-м лице (të jezdes, të jestes, të żes je, të je, të jest), в 3-м лице (jest, jesta) и во множественном числе: в 1-м лице (ma jesma, më jesma, më sąsmë, mësmë są, më sąmë, më są), во 2-м лице (wa sąsta, wa sąta, wa są).
 Глаголам в формах простого и сложного прошедшего и сложного будущего времени присуща категория рода: jô chodzył / chodzyła (chodzyło) — jô jem chodzył / chodzyła (chodzyło) «я ходил / ходилa (ходило)» — формы прошедшего времени; jô bãdã / mdã gôdał / gôdała (gôdało) «я буду говорить» — формы будущего времени. Чередованием l / ł [u̯] в окончаниях глаголов прошедшего времени выражается категория личности: лично-мужские формы (mё jesmё stojalё «мы стояли») и нелично-мужские формы (mё jesmё stojałё «мы стояли»).

## Время

### Настоящее время
Для настоящего времени характерны четыре типа спряжения:
- I спряжение на -ã, -esz: niosã «несу», niesesz «несёшь»;
- II спряжение на -ã, -isz / -ysz: robiã «работаю», robisz «работаешь»;
- III спряжение на -óm, -ôsz: gróm «играю», grôsz «играешь» при наличии сохранившихся до настоящего времени конкурирующих нестяжённых архаичных форм — grajã, grajesz, характерных для Северной Кашубии, причём нестяжённые формы у большинства глаголов встречаются только в форме 1-го лица единственного числа;
- IV спряжение на -ém, -ész: jém «ем»; jész (jés) «ешь» (архаичные формы wiés «знаешь», jés «ешь» характерны только для ястарнинского и словинских говоров).

Спряжение глаголов в настоящем времени:
| Лицо и число       | Группа I      | Группа II    | Группа III (стяжённые формы) | Группа III (нестяжённые формы) | Группа IV  |
| ------------------ | ------------- | ------------ | ---------------------------- | ------------------------------ | ---------- |
| 1-е лицо ед. числа | niosã         | robiã        | gróm                         | grajã                          | jém        |
| 2-е лицо ед. числа | niesesz       | robisz       | grôsz                        | grajesz                        | jész (jés) |
| 3-е лицо ед. числа | niese         | robi         | grô                          | graje                          | jé         |
| 1-е лицо мн. числа | niesemё (-ma) | robimё (-ma) | grômё (-ma)                  | grajemё (-ma)                  | jémё (-ma) |
| 2-е лицо мн. числа | nieseta       | robita       | grôta                        | grajeta                        | jéta       |
| 3-е лицо мн. числа | niosą         | robią        | grają                        | grają                          | jédzą      |

### Прошедшее время
Формы прошедшего времени образуются аналитически тремя способами (в простом способе обязательным является использование личного местоимения):
- архаичный способ заключается в соединении форм l-причастия с настоящим временем вспомогательного глагола bëc «быть» (характерен для речи старшего поколения и литературных произведений): jô jem robił(a) «я делал (делала)», mё jesmё robilё / -łё «мы делали», tё jes robił(a) «ты делал (делала)», wa jesta robilё / -łё «вы делали» (форма вежливости — Wё jesce robilё «Вы делали»), on / ono / ona je robił (robiło / robiła) «он делал, оно делало, она делала», oni / onё są robilё / -łё «они делали»;
- новый способ (простой) заключается в соединении форм l-причастия с личными местоимениями (используется повсеместно): jô robił(a) «я делал (делала)», mё robilё / -łё «мы делали», tё robił(a) «ты делал (делала)», wa robilё / -łё «вы делали» (форма вежливости — Wё robilё «Вы делали»), on / ono / ona robił (robiło / robiła) «он делал, оно делало, она делала», oni / onё robilё / -łё «они делали»;
- описательный способ заключается в соединении глагола miec «иметь» с пассивными причастиями прошедшего времени: on mô to wszёtko zrobioné / zrobiony «он всё это сделал», jô môm to widzałé «я это видел».

В Южной Кашубии могут использоваться следующие конструкции глаголов прошедшего времени: jô żem szedł «я шёл», jô żem szła «я шла», të żes szedł «ты шёл», të żes szła «ты шла», on szedł «он шёл», ona szła «она шла», më żesmë szlë / szłi «мы шли», wa żesta szlë / szli / szłë «вы шли» (форма вежливости — Wë żesce szlë «Вы шли»), oni szlë «они шли», onë szłë «они шли».
Изредка используются формы плюсквамперфекта (давнопрошедшего времени), которые состоят из форм настоящего времени вспомогательного глагола bëc «быть», l-причастия глагола bëc и l-причастия основного глагола: jem béł pisôł «я писал».

### Будущее время
Будущее время глаголов совершенного вида (простое) образуется синтетически идентично настоящему совершенному: robiã «делаю» — zrobiã «сделаю», zrobisz «сделаешь», zrobi «сделает», zrobimë «сделаем», zrobita «сделаете» (форма вежливости — zrobice «(Вы) сделаете»), zrobią «сделают». Будущее от глаголов несовершенного вида (составное, сложное) образуется аналитически двумя способами — присоединением к форме будущего времени вспомогательного глагола bëc «быть» инфинитива либо l-причастия: bãdã (mdã, bdã, mbdã) robił «буду делать», bãdzesz (mdzesz, bdzesz, mbdzesz) robił / robiła «будешь делать», bãdze (mdze, bdze, mbdze) robił / robiła «будет делать», bãdzemë / bądzemë (mdzemë, bdzemë, mbdzemë) robilë «будем делать», bãdą / bądą (mdą, bdą, mbdą) robilë / robiłë «будут делать» или bãdã / bądã (mdã, bdã, mbdã) robic «будут делать», bãdzeta / bądzeta (mdzeta, bdzeta, mbdzeta) robic «будете делать» и т. д. Такие формы глагола «быть» в будущем времени, как, например, формы 1-го лица единственного числа bądã, mdã или mbdã наряду с bãdã распространены в разных районах Северной и Центральной Кашубии.

## Залог
Для глагола в кашубском языке характерна категория залога. Различают формы действительного и страдательного залога. При образовании страдательного залога вспомогательный глагол bёc «быть» сочетается со страдательными причастиями от переходных глаголов несовершенного и совершенного видов: Konie bёłё zaprzęgłé «Лошадей запрягли» (буквально «Лошади были запряжены»). Также распространены страдательно-возвратные формы: Zboże sã mloło «Зерно мололось». От этих форм отличаются бессубъектные конструкции типа Przez całą noc bёło spiéwané / sã spiéwało «Всю ночь пели», а также калькированные с немецкого перфектные конструкции типа On je wёjechóny «Он уехал» и On mô zeżniwiony / zeżniwioné «Он сжал (поле)».

## Вид
Глаголы в кашубском языке бывают двух видов: совершенного и несовершенного. Глаголы могут быть как двувидовыми, так и не образующими видовых пар. При образовании видовых пар используются суффиксы (zapisac «записать» — zapis-owa-c «записывать», kupic «купить» — kup-a-c «покупать» и т. п.) и приставки (z-rzeszёc «связать, объединить», u-grãdzёc «придавить», wё-jachac «выехать» и т. п.).

## Наклонение
В кашубском языке различают три наклонения глаголов: изъявительное, повелительное и сослагательное.
Глаголы в изъявительном наклонении выражают реальное действие в прошедшем, настоящем и будущем временах.
Формы глаголов в повелительном наклонении образуются в основном синтетически от основы настоящего времени при помощи окончаний -ё, -i во 2-м лице единственного числа, окончаний -emё, -imё в 1-м лице и -ëta, -ita во 2-м лице множественного числа (-ëce, -ice в формах вежливости). Например, prosë «проси», rwi «рви» — prosëmë «попросим», rwimë «порвём» — prosëta «просите», rwita «рвите», при вежливом обращении prosëce «(Вы) просите», rwice «(Вы) рвите». Имеются особые формы на -j: lej «лей», stój «стой» — lejmë «польём», stójmë «постоим» — lejta «лейте», stójta «стойте», при вежливом обращении lejce «(Вы) лейте», stójce «(Вы) стойте». Также существует описательная форма повелительного наклонения, образуемая аналитически при помощи сочетания частицы niech «пусть» с формами глагола 3-го лица единственного и множественного числа: niech sądze «пусть он сядет» и т. п.
Формы сослагательного наклонения образуются путём прибавления к l-причастию несклоняемой частицы bë «бы»: jô bё chcôł «я бы хотел», tё bё chcôł «ты бы хотел» и т. д. Вместо частицы bë могут употребляться спрягаемые формы глагола «быть» bëc: jô bëm przëszedł / przëszła «я бы пришёл, пришла», të bës przëszedł / przëszła «ты бы пришёл, пришла», on bë przëszedł «он бы пришёл», ona bë przëszła «она бы пришла», ono bë przëszło «оно бы пришло», më bësmë / bësma przëszlë / przëszłë «мы бы пришли», wa bësta przëszlë / przëszłë «вы бы пришли» (форма вежливости — Wë bësce przëszlë «Вы бы пришли»), oni bë przëszlë, onë bë przëszłë «они бы пришли».

## Неличные формы
Инфинитив у кашубских глаголов образуется при помощи суффикса -c: niesc «нести», robic «делать», grac «играть», widzec «видеть» и т. п.
Действительные причастия образуются от основы настоящего времени при помощи суффикса -ąc-: sedzący «сидящий», sedzącô «сидящая», sedzącé «сидящее» и т. п.
Формы прошедшего времени на -ł (l-причастия) используются при образовании сложных форм времён (прошедшего и будущего), при имени выступают как прилагательные: umarłi chłop «умерший мужчина».
Страдательные причастия образуются с помощью суффиксов -t(i), -n(y) и родовых окончаний: podarti / podzarti «разорванный, разодранный», rozerwóny «разорванный».
Деепричастие (в прошедшем времени — rzekłszё «сказав», в настоящем времени — robiąсё «работая») характерно только для литературного языка, в разговорной речи практически не употребляется.